# Pemba-Flughund

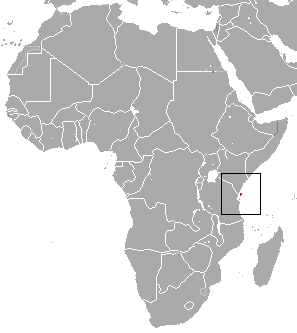
Lage von Pemba östlich von Afrika

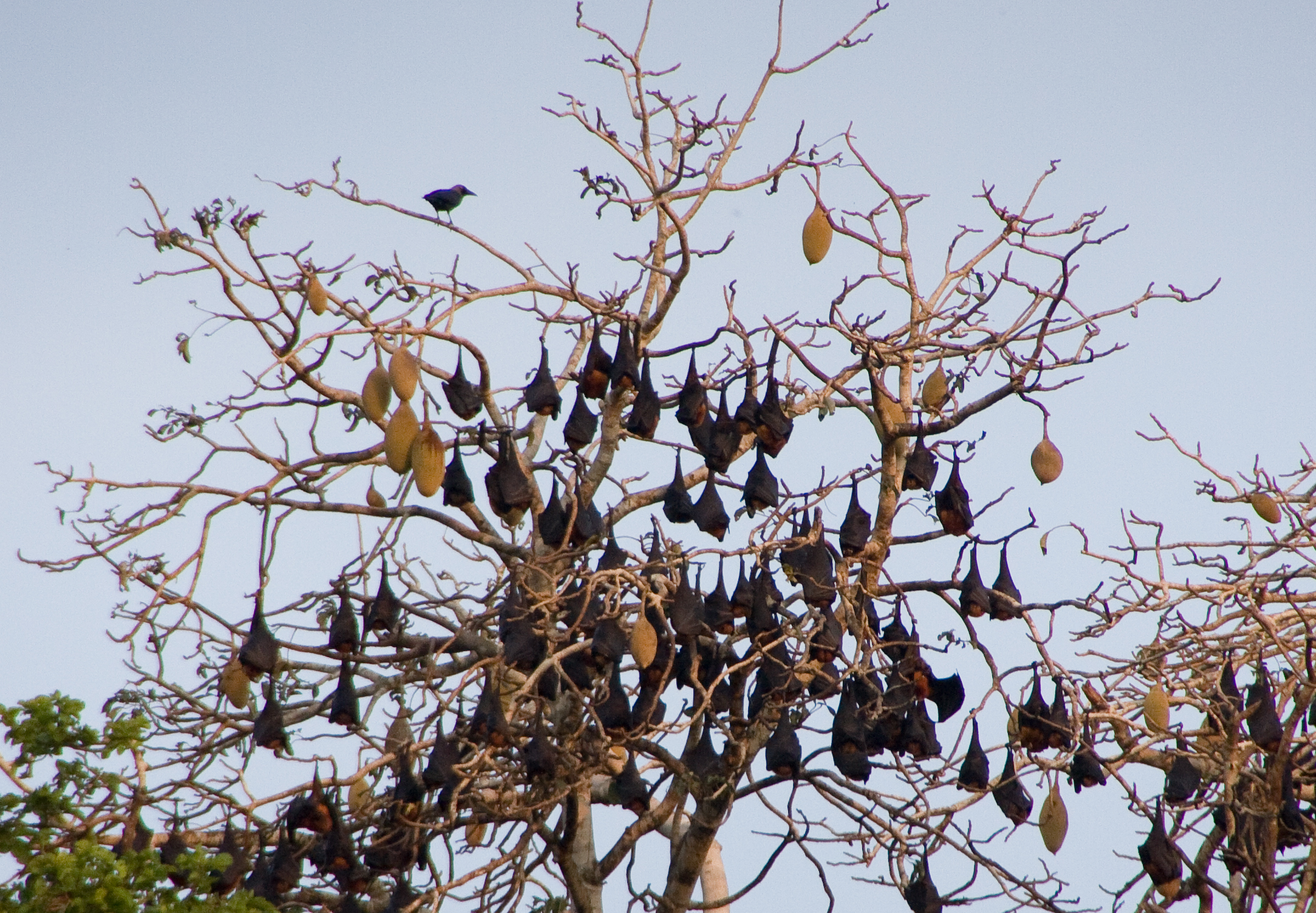
Kolonie des Pemba-Flughundes

Der in Sansibar endemische Pemba-Flughund (Pteropus voeltzkowi) ist ein Fledertier in der Familie der Flughunde. Er ist eng mit anderen Flughunden der Inselwelt östlich von Afrika verwandt und wird je nach Abhandlung innerhalb der Gattung Pteropus in die niger-Gruppe (nach dem Maskarenen-Flughund), die rufus-Gruppe (nach dem Roten Flughund) oder die livingstonii-Gruppe (nach dem Komorenflughund) eingeordnet.
Der Artzusatz im wissenschaftlichen Namen ehrt den deutschen Zoologen Alfred Voeltzkow.

## Merkmale
Als mittelgroßer Gattungsvertreter erreicht die Art eine Kopf-Rumpf-Länge von 220 bis 265 mm, eine Unterarmlänge von 145 bis 163 mm und ein Gewicht von 430 bis 610 g. Ein Schwanz fehlt, die Hinterfüße sind 43 bis 47 mm lang und die Länge der Ohren liegt bei 20 bis 30 mm. Allgemein unterscheiden sich die Geschlechter durch eine etwas größere Statur der Männchen, die dunkleres Fell besitzen. Typisch für das Gesicht sind recht große Augen mit nackten Ringen und kastanienbrauner Iris, ein braunes Fell und zugespitzte dunkle Ohren. Um die Schultern ist eine rotorangene Halskrause vorhanden, die sich als hellerer Mantel fortsetzt. Beide bestehen aus einem Mix von rotbraunen und schwarzbraunen Haaren sowie grauen bis graubraunen Haaren, die recht borstig sind. Unter dem Mantel und im Leistenbereich kommt rotbraunes Fell vor. Die schwarzbraunen Flughäute sind nackt und die für Flughunde typische Putzkralle am zweiten Finger ist vorhanden. Auf dem Gaumen befinden sich 13 Querwülste. Davon sind die ersten fünf durchgehend, die nächsten fünf mittig unterbrochen und die letzten drei liegen hinter den Zahnreihen.

## Verbreitung
Die Art ist auf die zu Sansibar zählende Insel Pemba und benachbarte kleinere Inseln beschränkt. Sie lebt im Flachland bis 45 Meter Höhe. In der Trockenzeit lebt sie meist in feuchten Wäldern und Mangrovensümpfen, während zu anderen Zeiten Kulturland besucht wird.

## Lebensweise
Dieser Flughund ruht meist in eingeführten großen Bäumen wie Mango (Mangifera indica), Kapokbaum (Ceiba pentandra) und Erythrophleum suaveolens. Diese Stellen werden über bis zu 50 Jahre von einer Kolonie genutzt. Die Nahrung besteht vorwiegend aus Mangos, die mit Feigen, Früchten des Brotfruchtbaums und anderer Bäume sowie mit Blumen und jungen Blättern komplettiert werden. Neben gemischten Kolonien mit bis zu 5000 Mitgliedern gibt es einzeln ruhende Exemplare. Vermutlich finden die Paarungen zwischen Januar und April statt, so dass die Nachkommen nach vier bis sechs Monaten Trächtigkeit zwischen Juni und August geboren werden. Spätestens im Oktober sind diese nicht mehr von den Erwachsenen zu unterscheiden. Innerhalb der Gattung kommt ein Jungtier pro Wurf vor.

## Gefährdung
Mehrere Exemplare werden jährlich als Bushmeat gejagt. Gesetzliche Maßnahmen führten 2005 zu Einschränkung der Jagd. Einige Obstplantagenbesitzer versuchen die Tiere aus den Bäumen zu vertreiben. Da das Nahrungsangebot hoch ist, nimmt die Gesamtpopulation leicht zu. Aufgrund des begrenzten Verbreitungsgebiets können sich Veränderungen in kurzer Zeit negativ auswirken. Die IUCN listet die Art als gefährdet (vulnerable).